# JavaHelp
JavaHelp es una expansión de Java que facilita la programación de las ventanas de ayuda en las aplicaciones java.

## Características
Con JavaHelp se pueden crear las ventanas típicas de ayuda de las aplicaciones informáticas, en las que sale en el lado izquierdo un panel con varias pestañas: índice de contenidos, búsqueda, temas favoritos, índice alfabético, etc. En el lado derecho sale el texto de la ayuda.
Las ventanas de ayuda pueden lanzarse directamente con la pulsación de botones en la aplicación, o bien por medio de la pulsación de la tecla F1, mostrando la ayuda correspondiente a la ventana sobre la que estamos trabajando.
Las ventanas de ayuda de JavaHelp se configuran por medio de varios ficheros en formato XML. Los textos de ayuda que se quieran mostrar se escribirán en ficheros con formato HTML.
JavaHelp no se incluye en la JDK, ni en la JRE, sino que debe conseguirse como un paquete externo.